# Nonè
El nonè és un alquè amb la fórmula molecular C9H18. Molts isòmers estructurals són possibles, depenent de la posició del C=C la doble obligació i la bifurcació d'altres parts de la molècula. Industrialment, els nonens més important són els trímers de propè. Aquesta barreja de nonens bifurcats és usada en l'alquilació de fenol produir nonilfenol, un precursor de detergents, que són també agents contaminadors polèmics.